# Portugisiska språkets dag

Karta över länder där portugisiska är ett officiellt språk.

Portugisiska språkets dag (portugisiska: Dia Mundial da Língua Portuguesa) är en av Förenta nationernas internationella temadagar som fokuserar på portugisiska språket. Dagen firas årligen den 5 maj. Portugisiska är inte en av FN:s sex officiella språk.
För den första gången firades dagen år 2009. Då börjades temadagen av Samväldet av portugisiskspråkiga länder. FN erkände temadagen år 2019..